# Val Kilmer

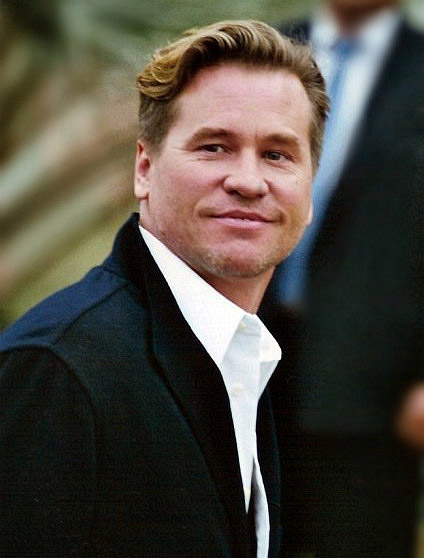
Val Kilmer bei den Internationalen Filmfestspielen von Cannes (2005)

Val Edward Kilmer (* 31. Dezember 1959 in Los Angeles, Kalifornien; † 1. April 2025 ebenda) war ein US-amerikanischer Schauspieler. Er war insbesondere in den 1980er- und 1990er-Jahren durch Filme wie Top Gun, The Doors, Tombstone, Heat und Batman Forever ein gefragter Hollywood-Star.

## Leben

### Frühes Leben
Val Kilmer wurde als Sohn von Gladys Swanette (geb. Ekstadt, 1928–2019) und Eugene Dorris Kilmer (1921–1993) geboren. Die Familie seines Vaters, eines Händlers für Raumfahrtausrüstung sowie Immobilienentwicklers, stammte ursprünglich aus New Mexico (wo sein Großvater als Goldgräber arbeitete) und hatte britische, deutsche sowie französisch-hugenottische Vorfahren, während seine in Indiana geborene Mutter aus einer schwedischen Familie stammte. Seine Eltern ließen sich scheiden, als Kilmer acht Jahre alt war. Er hatte einen jüngeren Bruder, der unter Epilepsie litt und 1977 im Alter von 15 Jahren in einem Whirlpool ertrank.
Im Jahr 1993 verstarb sein Vater.
Kilmer besuchte zunächst die von der neuen religiösen Bewegung „Christian Science“ geführte Berkeley Hall School bis zur neunten Schulstufe, wechselte dann zunächst an die Chatsworth High School, an der er zusammen mit Kevin Spacey und Mare Winningham erste Schauspielerfahrungen sammelte und später an die bis 1984 bestehende Hollywood Professional School, eine private Schauspielschule für Kinder und Jugendliche. 1977 begann Kilmer schließlich im Alter von 17 Jahren sein Studium an der Fakultät für Schauspiel („Drama Division“) der Juilliard School in New York City, das er 1981 abschloss, und war damit über lange Zeit der jüngste Student, der an dieser Schauspielschule aufgenommen worden war.
Nachdem er den Orestes in Electra und Orestes gespielt hatte sowie die Titelrollen in Richard III. und Macbeth, fungierte er als Koautor des Theaterstücks How It All Began (Wie alles anfing), nach der gleichnamigen Autobiografie des West-Berliner Linksterroristen Michael Baumann. Das Stück kam Anfang der 1980er-Jahre unter der Regie von Des McAnuff zur Aufführung.
Sein Broadway-Debüt gab er 1983 in Slab Boys, wo er gemeinsam mit Sean Penn und Kevin Bacon auf der Bühne stand. Auf der Bühne sah man Kilmer darüber hinaus in Heinrich IV., Erster Teil von William Shakespeare in Joseph Papp’s Delacorte Theatre wie auch als Hauptdarsteller in Wie es euch gefällt am Tyrone Guthrie Theatre in Minneapolis. Es folgte Kingdoms, die Titelrolle in Hamlet beim Colorado Shakespeare Festival und zuletzt Tis Pity She’s A Whore, wiederum am Joseph Papp Theatre.

### Steiler Aufstieg zum Hollywood-Star
Sein Spielfilm-Debüt gab Kilmer im Jahr 1984 in der Komödie Top Secret! von Jim Abrahams und Jerry Zucker, in der er eine Parodie auf Rock-’n’-Roll-Sänger und im Besonderen Elvis Presley ablegte. Es folgte die Rolle eines Studenten in der Komödie Was für ein Genie. Der Durchbruch gelang ihm dann 1986 als Kampfpilot Iceman, der Antagonist von Tom Cruise, in Tony Scotts Erfolgsfilm Top Gun. Anschließend sah man ihn in dem Fantasy-Epos Willow, in Kill me again und Halbblut.
In Oliver Stones Musikerbiografie The Doors verkörperte Kilmer 1991 die Rock-Legende Jim Morrison. Im Rahmen dieser Hauptrolle sang er alle Konzert-Sequenzen selbst und auch von den Filmkritikern wurde Kilmers Darstellung sehr gelobt. Anschließend übernahm Kilmer einen Gastauftritt in dem Film noir Dead Girl, bevor er als Hauptdarsteller in Batman Forever in der Rolle des gleichnamigen Comichelden auftrat. Nach den Dreharbeiten zu Michael Manns Heat an der Seite von Robert De Niro und Al Pacino nahm Kilmer die Projekte DNA – Die Insel des Dr. Moreau und Der Geist und die Dunkelheit in Angriff, in denen er beide Male die Hauptrollen spielte. Insbesondere der erstgenannte Film entpuppte sich als künstlerischer und kommerzieller Misserfolg.
Als Standardsprecher deutscher Kilmer-Synchronisation konnte sich Torsten Sense etablieren.

### Karriere im 21. Jahrhundert

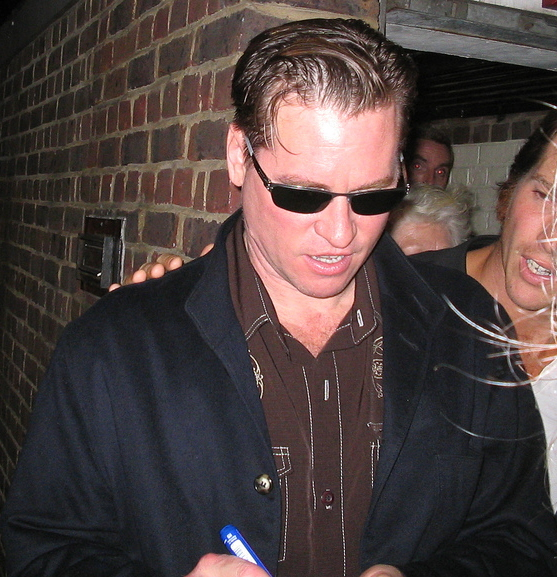
Val Kilmer (2005)

Nach der Jahrtausendwende erhielt Kilmer kaum noch Hauptrollen in größeren Hollywood-Produktionen. Seine letzten beiden Filmprojekte, Auf den ersten Blick (1999) und Red Planet (2000), hatten sich zu katastrophalen kommerziellen Misserfolgen entwickelt und nicht einmal die Hälfte ihres Produktions-Budgets wieder einspielen können. In Folge rutschte Kilmer vom Hauptdarsteller immer mehr in Nebenrollen ab. 2003 engagierte unter anderem Ron Howard, der mit Kilmer 1988 bereits bei Willow zusammengearbeitet hatte, ihn für eine Nebenrolle in seinem Westerndrama The Missing. Im Jahr darauf kooperierte Kilmer erneut mit Oliver Stone, der ihn in seinem Historienfilm Alexander in einer Nebenrolle als Filmvater von Hauptdarsteller Colin Farrell besetzte. 2004 spielte er Moses im Musical The Ten Commandments in Los Angeles. Für seine Rolle in Kiss Kiss, Bang Bang wurde er 2005 von der Kritik gelobt, 2006 arbeitete Kilmer zudem ein weiteres Mal mit Tony Scott, mit dem er zu Beginn seiner Laufbahn schon Top Gun gedreht hatte, zusammen und übernahm eine größere Rolle in dessen Thriller Déjà Vu – Wettlauf gegen die Zeit, wo er an der Seite von Hauptdarsteller Denzel Washington agierte.
Val Kilmer stand zunehmend für diverse Fernsehproduktionen vor der Kamera, darunter The Man Who Broke 1000 Chains und Gore Vidal’s Billy The Kid. In den 2000er-Jahren war er zudem immer häufiger in Direct-to-DVD-Filmen zu sehen.
Im Jahr 2007 veröffentlichte Kilmer ein Buch sowie eine in kleiner Auflage produzierte CD. Beide Artikel sind nur über die offizielle Website von Kilmer zu beziehen. Der Verkaufserlös soll – laut Bekunden auf der Website – Institutionen gespendet werden, denen Kilmer sich verbunden fühlte. Inhalt des Buchs mit dem Titel Jack’s Gandhi sind Gedichte und darüber hinaus freie Poesie, die Val Kilmer seinen beiden Kindern gewidmet hat. Das Titelbild zu dem Buch – ein handgezeichnetes Porträt von Gandhi – stammt von seinem Sohn.
Im Folgejahr lieh Kilmer in der neuen Knight-Rider-Serie (sowie in dem dazugehörigen Pilotfilm Knight Rider) dem Auto K.I.T.T. seine Stimme. Im Jahr 2012 spielte er im Musikvideo To Be the Best von Tenacious D, der Band von Schauspieler Jack Black, mit. Außerdem schrieb die US-amerikanische Punk-Band Bowling for Soup ihren Song Val Kilmer, wobei sie darin eher auf die allgemeine Lage der Filmwelt eingeht.
Val Kilmer und seine Filmkarriere sind Gegenstand der 2021 veröffentlichten Dokumentation Val, die von Leo Scott und Tong Poo verantwortet wurde. Als Grundlage dienten Kilmers eigene Filmaufnahmen, die er während verschiedener Dreharbeiten anfertigte. Auch sein Gesundheitszustand wurde thematisiert. Die Aufführung von Val fand während der Internationalen Filmfestspiele von Cannes 2021 statt.
Im Sequel von Top Gun, dem Film Top Gun: Maverick (2022) hat Kilmer einen kurzen Auftritt als Admiral Tom „Iceman“ Kazanski, der wie Kilmer an Kehlkopfkrebs leidet. Dies war sein letzter Auftritt in einem Film. Sein Schaffen für Film und Fernsehen umfasst mehr als 100 Produktionen.

### Zwischenmenschliche Probleme im Arbeitsumfeld
Für wiederholt negative Schlagzeilen sorgte Kilmer durch seine auffälligen und streitlustigen Verhaltensweisen gegenüber diversen Regisseuren, mit denen er im Laufe seiner Karriere zusammenarbeitete. Bereits Ron Howard, mit dem Kilmer Willow gedreht hatte, schilderte den Schauspieler als äußerst schwierigen Zeitgenossen. 1992 zerstritt er sich mit Michael Apted bei den Dreharbeiten zu Halbblut und drei Jahre später überwarf er sich während der Dreharbeiten zu Batman Forever mit Joel Schumacher, der in Folge auf eine weitere Zusammenarbeit mit Kilmer verzichtete und für die Fortsetzung, Batman & Robin, die Hauptrolle mit George Clooney neu besetzte.
Ähnliche Erfahrungen machte zudem auch John Frankenheimer, der mit Kilmer 1996 Die Insel des Dr. Moreau gefilmt hatte und nach den Dreharbeiten kundtat, nie wieder mit ihm zusammenarbeiten zu wollen. Auch diverse Schauspielkollegen schienen mit Kilmer regelmäßig Probleme gehabt zu haben. So geriet er unter anderem mit seinem Co-Star Tom Sizemore bei den Dreharbeiten zu Red Planet derart aneinander, dass er sich sogar geweigert haben soll, am Set zu erscheinen, wenn Sizemore dort anwesend war.

### Privates
Val Kilmer war von 1988 bis 1996 mit der Schauspielerin Joanne Whalley (* 1961) verheiratet, die er bei den Dreharbeiten zu Willow kennengelernt hatte. Aus dieser Ehe hatte er zwei Kinder, Mercedes und Jack.
Kilmer war Anhänger der religiösen Glaubensgemeinschaft Christliche Wissenschaft und verweigerte daher zunächst eine seriöse Krebstherapie. 2016 erwähnte Val Kilmers Freund und Schauspielkollege Michael Douglas, dass Kilmer, der seit seiner Kindheit ein starker Raucher gewesen war, an Kehlkopfkrebs leide. Kilmer bestritt dies zunächst.
2017 gab er jedoch zu, an der Krankheit gelitten zu haben, behauptete aber, geheilt zu sein. Die Kraft seiner Stimme wurde aber dabei in Mitleidenschaft gezogen, sodass er später ein Tracheostoma hatte und eine Ösophagusstimme zur Verständigung nutzte. Kilmer starb am 1. April 2025 im Alter von 65 Jahren in Los Angeles infolge einer Lungenentzündung.

## Filmografie (Auswahl)
- 1984: Top Secret!
- 1985: Junge Schicksale (ABC Afterschool Specials, Fernsehserie, Folge 13x07)
- 1985: Was für ein Genie (Real Genius)
- 1986: Mord in der Rue Morgue (The Murders in the Rue Morgue, Fernsehfilm)
- 1986: Top Gun – Sie fürchten weder Tod noch Teufel (Top Gun)
- 1987: Escape – Die Flucht (The Man Who Broke 1,000 Chains, Fernsehfilm)
- 1988: Willow
- 1989: Billy the Kid: Gejagt bis in den Tod (Billy the Kid, Fernsehfilm)
- 1989: Kill me again (Kill Me Again)
- 1991: The Doors
- 1992: Halbblut (Thunderheart)
- 1993: True Romance
- 1993: Karen McCoy – Die Katze (The Real McCoy)
- 1993: Tombstone
- 1995: Wings of Courage (Kurzfilm)
- 1995: Batman Forever
- 1995: Heat
- 1996: DNA – Die Insel des Dr. Moreau (The Island of Dr. Moreau)
- 1996: Der Geist und die Dunkelheit (The Ghost and the Darkness)
- 1997: The Road of Excess (Dokumentarfilm, Kurzfilm)
- 1997: The Saint – Der Mann ohne Namen (The Saint)
- 1997: Dead Girl
- 1998: Der Prinz von Ägypten (The Prince of Egypt, Zeichentrickfilm, Stimme im Original)
- 1999: Joe the King
- 1999: Auf den ersten Blick (At First Sight)
- 2000: Pollock
- 2000: Red Planet
- 2002: The Salton Sea
- 2002: Hard Cash – Die Killer vom FBI
- 2003: The Missing
- 2003: Blind Horizon – Der Feind in mir (Blind Horizon)
- 2003: Wonderland
- 2003: Masked and Anonymous
- 2004: Spartan
- 2004: Mindhunters
- 2004: Entourage (Fernsehserie, Folge 1x05)
- 2004: Trudell
- 2004: Stateside
- 2004: Alexander
- 2004: George und das Ei des Drachen (George and the Dragon)
- 2005: Champion
- 2005: Kiss Kiss, Bang Bang
- 2006: Streets of Philadelphia – Unter Verrätern (10th & Wolf)
- 2006: Played – Abgezockt (Played)
- 2006: Summer Love
- 2006: The Ten Commandments: The Musical
- 2006: Déjà Vu – Wettlauf gegen die Zeit (Déjà Vu)
- 2006: Moscow Zero – Eingang zur Hölle (Moscow Zero)
- 2007: Numbers – Die Logik des Verbrechens (NUMB3RS, Fernsehserie, Folge 4x01)
- 2007: Comanche Moon
- 2007: Have Dreams, Will Travel
- 2008: Columbus Day – Ein Spiel auf Leben und Tod (Columbus Day)
- 2008: Conspiracy – Die Verschwörung (Conspiracy)
- 2008: Felon
- 2008: XIII – Die Verschwörung (XIII)
- 2008: 2:22
- 2008–2009: Knight Rider (Fernsehserie, K.I.T.T. im Original)
- 2009: Bad Lieutenant – Cop ohne Gewissen (Bad Lieutenant: Port of Call New Orleans)
- 2009: Frozen – Etwas hat überlebt (The Thaw)
- 2009: Streets of Blood
- 2009: Double Identity (Fake Identity)
- 2009: Das Chaos Experiment (The Steam Experiment)
- 2009: Hardwired
- 2009: Double Identity – Zur falschen Zeit am falschen Ort (Double Identity)
- 2010: Bloodworth – Was ist Blut wert? (Bloodworth)
- 2010: MacGruber
- 2010: The Traveller – Nobody Will Survive (The Traveler)
- 2010: Gun
- 2011: Blood Out
- 2011: Bulletproof Gangster (Kill the Irishman)
- 2011: 5 Days of War
- 2011: Twixt
- 2012: The First Ride of Wyatt Earp (Wyatt Earp’s Revenge)
- 2012: Deep in the Heart
- 2012: Breathless – Immer Ärger mit Dale (Breathless)
- 2012: 7 Below – Haus der dunklen Seelen (Seven Below)
- 2013: Riddle – Jede Stadt hat ihr tödliches Geheimnis (Riddle)
- 2013: Palo Alto
- 2014: Psych (Fernsehserie, Folge 8x10)
- 2014: Tom Sawyer und Huckleberry Finn (Tom Sawyer & Huckleberry Finn)
- 2017: Song to Song
- 2017: Schneemann (The Snowman)
- 2017: The Super
- 2019: 1st Born
- 2019: Jay and Silent Bob Reboot
- 2020: Paydirt
- 2021: The Birthday Cake
- 2021: Val (Dokumentarfilm)
- 2022: Top Gun: Maverick

## Diskografie (Auswahl)

### Alben
- 1984: Top Secret! (Soundtrack)